# Afonso Vaz da Costa
Afonso Vaz da Costa ou Afonso Vasques da Costa era irmão de Vasco Anes Corte-Real (I) e, como ele, originário de Tavira, filhos de Vasco Anes da Costa.
Não consta que tivesse gerado descendência, apenas se sabe que foi comendador da Ordem de Santiago responsável pelas terras concedidas à ordem em Cacela.
Foi procurador de Tavira às cortes de Lisboa em 1439.